# 대학 목록
다음은 각국의 대학 목록이다.

## 뉴질랜드
- 뉴질랜드의 대학 목록

## 대한민국
- 대한민국의 대학 목록
- 대한민국의 국립 대학 목록
- 대한민국의 공립 대학 목록
- 대한민국의 수도권 대학 목록
- 대한민국의 전문대학 목록
- 대한민국의 대학원대학 목록
- 대한민국의 여자 대학 목록

### 지역별 대학 목록
- 서울특별시의 대학 목록
- 부산광역시의 대학 목록
- 대구광역시의 대학 목록
- 인천광역시의 대학 목록
- 광주광역시의 대학 목록
- 대전광역시의 대학 목록
- 울산광역시의 대학 목록
- 세종특별자치시의 대학 목록
- 경기도의 대학 목록
- 강원도의 대학 목록
- 충청북도의 대학 목록
- 충청남도의 대학 목록
- 전라북도의 대학 목록
- 전라남도의 대학 목록
- 경상북도의 대학 목록
- 경상남도의 대학 목록
- 제주특별자치도의 대학 목록

## 미국
- 미국의 대학 목록
  - 미국의 종합대학 목록

## 영국
- 영국의 대학 목록

## 오스트레일리아
- 오스트레일리아의 대학 목록

## 일본
- 일본의 대학 목록
- 일본의 국립 대학 목록
- 일본의 공립 대학 목록

## 조선민주주의인민공화국
- 조선민주주의인민공화국의 대학 목록

## 같이 보기
- 원격 교육